# Coacervate
Coacervate (tên Việt hóa Côaxecva hay Coaxecva, phát âm như là Cô-a-xéc-va) là các giọt tụ tạo bởi các dung dịch keo hòa tan vào nhau mà thành phần dung dịch keo chính là những hợp chất hữu cơ cao phân tử hòa tan trong nước, đây được xem là một dạng sống nguyên thủy.

## Giả thuyết sự hình thành
Năm 1936, Aleksandr Ivanovich Oparin, trong cuốn sách nổi tiếng của mình "The Origin of Life on Earth" (Nguồn gốc của sự sống trên Trái Đất), đã cho thấy rằng sự hiện diện của không khí chứa oxy và những hình thái sống phức tạp đã ngăn cản những chuỗi phản ứng có thể tạo nên sự sống. Oparin còn cho rằng, một "món súp nguyên thủy" với những hợp chất hữu cơ chỉ có thể tạo thành ở những nơi thiếu oxy, qua ánh sáng Mặt Trời. Sau đó, ông cho rằng chính những hợp chất hữu cơ cao phân tử hòa tan trong nước thành các dung dịch keo, các dung dịch keo này có thể hòa tan vào nhau tạo thanh những giọt rất nhỏ gọi là coacervate. Những giọt này có thể lớn lên nhờ hấp thụ các giọt khác, có thể sinh sản khi có những tác động cơ giới chia nó ra làm các hạt nhỏ hơn, do đó nó có các tính chất cơ bản của một tế bào nguyên thủy. Tất cả những học thuyết hiện đại đều khởi đầu từ những luận điểm của Oparin.